# United Transportation Union
La United Transportation Union (UTU) era un sindacato dei lavoratori che rappresentava circa 70.000 ferrovieri attivi o in pensione e lavoratori nei settori del trasporto su autobus,  di massa e delle linee aeree negli Stati Uniti.

## Storia
L'UTU è nata nel 1969 dalla confluenza di quattro preesistenti sindacati indipendenti: ORC&B, Order of Railway Conductors & Brakemen, "ordine dei conducenti e frenatori ferroviari", fondata nel 1868,  - BLF&E, Brotherhood of Locomotive Firemen & Enginemen, "fratellanza dei fuochisti e macchinisti di locomotiva", del 1873,  - BRT, Brotherhood of Railroad Trainmen, "fratellanza del personale della rete ferroviaria", del 1883 e - SUNA, Switchmen’s Union of North America, "unione degli addetti agli scambi ferroviari del Nord America", del 1894. L'anno successivo, 1970, anche International Association of Railroad Employees, associazione degli impiegati ferroviari a maggioranza Afro-Americana, è confluita in UTU.

Dal gennaio 2008 è iniziata la sinergia con la Sheet Metal Workers' International Association (SMWIA), associazione internazionale dei lavoratori della lamiera metallica, che ha portato a costituire la  International Association of SHEET METAL, AIR, RAIL and TRANSPORTATION Workers, associazione internazionale degli operai della lamiera metallica, del trasporto stradale, ferroviario e aereo, conosciuta con l'acronimo SMART, che ha tenuto la sua prima General Convention a Las Vegas, Nevada, dal 12 al 15 agosto 2014.

## Iscritti
Gli iscritti, che nel 2012 erano 70 606, sono confluiti nella SMART al momento della sua costituzione.